# La Siberia
|  | Per a altres significats, vegeu «La Siberia (Bolívia)». |

La Siberia és una comarca d'Extremadura a la província de Badajoz. Està situada a la zona oriental de la demarcació i té Herrera del Duque com a cap comarcal. Té una superfície de 2.736 km² i una població de prop de 22.000 habitants.

## Municipis
- Baterno
- Casas de Don Pedro
- Puebla de Alcocer
- Castilblanco
- El Risco
- Esparragosa de Lares
- Sancti-Spíritus
- Fuenlabrada de los Montes
- Siruela
- Garbayuela
- Talarrubias
- Garlitos
- Tamurejo
- Helechosa de los Montes
- Valdecaballeros
- Herrera del Duque
- Villarta de los Montes
- Orellana de la Sierra